# Харьковская детская художественная школа № 1 имени И. Е. Репина
Харьковская детская художественная школа им. Ильи Ефимовича Репина была основана его учеником Семеном Марковичем Прохоровым, заслуженным деятелем искусств Украины. Это единственная в городе Харькове детская школа, которая дает академическое профессиональное образование начального уровня.
Основные изучаемые дисциплины:
- рисунок,
- живопись,
- композиция, и
- скульптура.

За время работы детской художественной школы в ней прошли обучение более 4000 выпускников, многие из которых выбрали профессию художника.
Харьковская детская художественная школа им. И. Репина является одним из инициаторов и организаторов международного проекта «Искусство без границ», в рамках которого происходят выставки, конкурсы, конференции и обмен опытом педагогической работы.

## История
Харьковская детская художественная школа № 1 им. И. Е. Репина была основана 15 июня 1944 года к 100-летнему юбилею со дня рождения великого художника Ильи Ефимовича Репина. Илья Ефимович Репин родился на Харьковщине в г. Чугуеве, где и получил первые навыки живописи. В настоящее время в школе учатся около 500 детей в возрасте от 6 до 15 лет, открыты классы для взрослых от 16 лет. В школе работают 32 педагога.

## Обучение
Обучение проходит на двух отделениях: станковом отделении и отделении творческого развития.
На станковом отделении учащиеся получают теоретические и практические знания по предметам: рисунок, живопись, композиция, основы дизайна, декоративно прикладное искусство, скульптура, основы истории искусств.
Основной задачей отделения творческого развития является создание базы для творческой самореализации учащихся. В рамках этого отделения существует школа выходного дня, курсы для взрослых и подростков, курсы фотографии и компьютерной графики, а также подготовительные курсы.
Срок обучения в школе — 5 лет, учебная нагрузка — 11-15 часов в неделю. Обучение платное. По окончании школы выдаётся свидетельство государственного образца.